# Константен, Абраам
Луи Теодор Абраам Константен (фр. François-Joseph Kinson; 1 декабря 1785[…], Женева, Женева — 10 марта 1855[…], Женева) — франко-швейцарский художник-миниатюрист наполеоновской эпохи.

## Биография

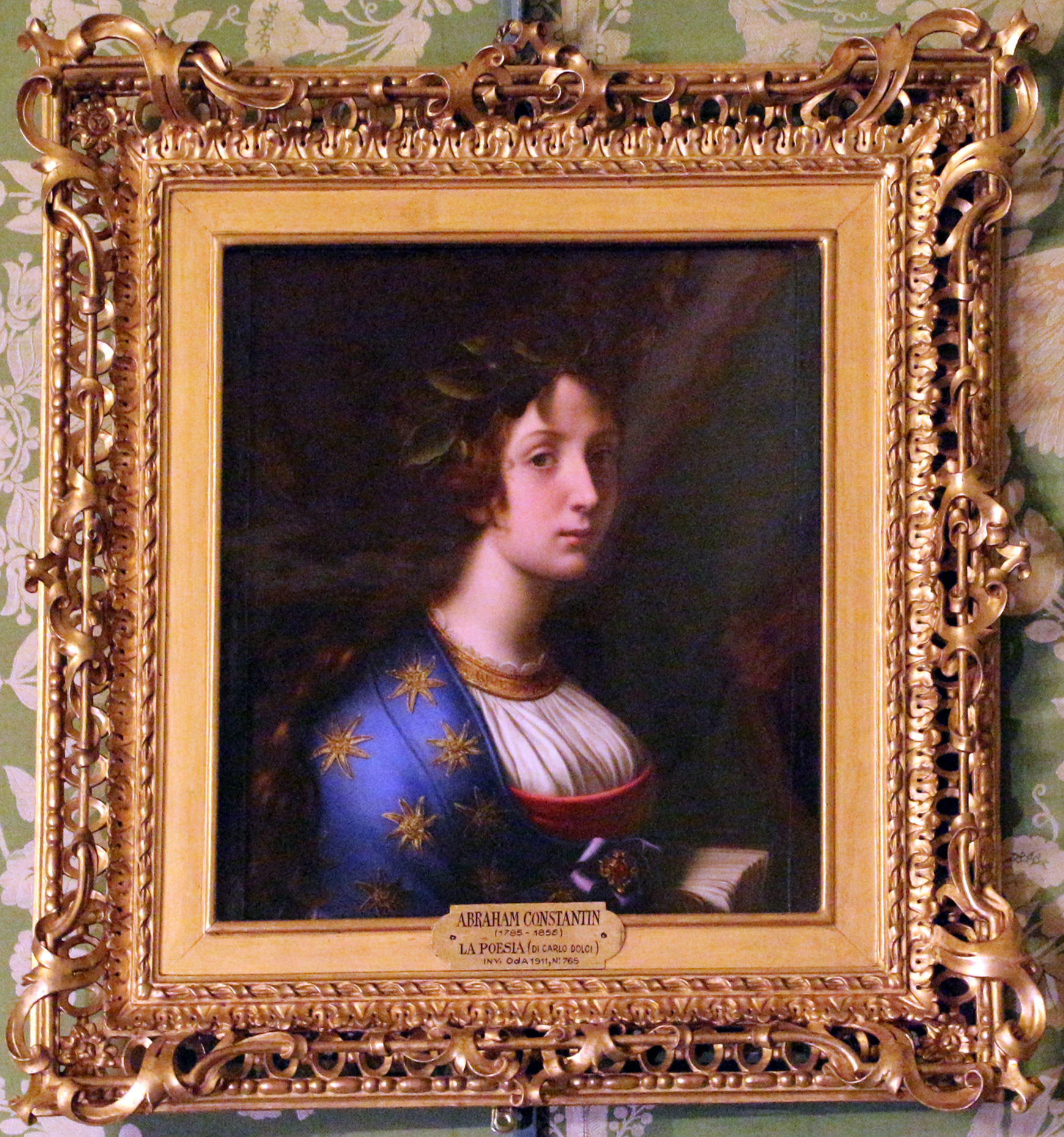
Аллегория Поэзии

Родился в 1785 году в Женеве в семье зерноторговца Якоба Константена и его супруги Елизаветы, урождённой Риваль. Среднее общее образование получил в Женеве, а затем посещал Рисовальную школу в том же городе. После этого учился создавать портретные миниатюры, для чего последовательно работал в мастерских нескольких женевских эмальеров (художников по эмали).
В 1807 году переехал в Париж. В 1813 году, по протекции живописца Франсуа Жерара и директора Лувра барона Виван-Денона, получил должность штатного художника Севрской фарфоровой мануфактуры. 
В 1820-е годы на средства мануфактуры был командирован во Флоренцию, где в течение нескольких лет делал копии для отображения на фарфоре с работ Рафаэля и других старых мастеров. 
После возвращения во Францию, был назначен директором Королевской школы для обучения художников по фарфору (1828). В том же году стал кавалером ордена Почётного легиона.
В 1830 году, возможно, на фоне событий Июльской революции, Константен снова отправился в Италию, на этот раз в Рим, где оставался до 1844 или 1845 года, после чего вернулся в Женеву, где и скончался десять лет спустя. 
В Женеве его именем названа улица.

## Галерея

Евгений де Богарне, Национальный музей Швеции
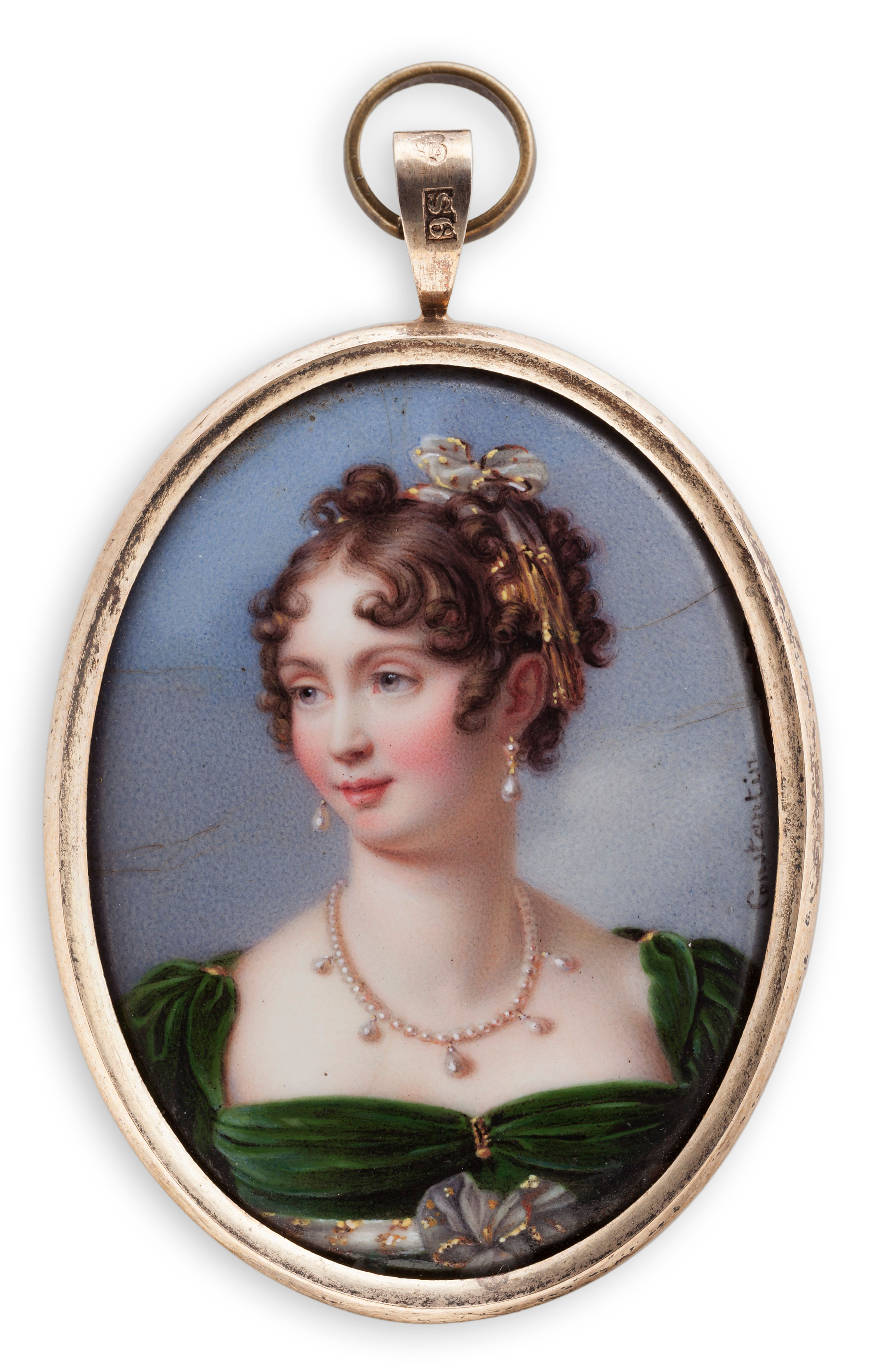
Неизвестная из дома де Богарне (Августа Амалия Баварская или Гортензия де Богарне), Финская национальная галерея
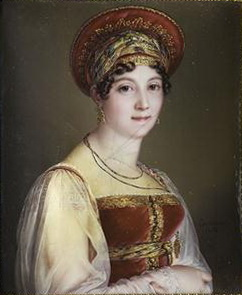
Артистка мадемуазель Марс в русском костюме, 1812, Лувр